# El cuñado / Rosalbita
El cuñado / Rosalbita es un sencillo adjudicado a Super Combo Latino, lanzado en 1972 bajo el sello discográfico chileno DICAP.

## Lista de canciones
| Lado A |             |        |          |  |
| N.º    | Título      | Música | Duración |  |
| 1.     | «El cuñado» | D.R.   |          |  |

| Lado B |             |        |          |  |
| N.º    | Título      | Música | Duración |  |
| 2.     | «Rosalbita» | D.R.   |          |  |